# Carlo Oriani
Carlo Oriani (nacido el 5 de noviembre de 1888 en Cinisello Balsamo, provincia de Milán - fallecido el 3 de diciembre de 1917) fue un ciclista italiano, profesional entre 1908 y 1915.
Destacó solo en competiciones italianas, alcanzando como mayor logro el triunfo en la clasificación general del Giro de Italia 1913. Anteriormente, había sido 5º en 1909 y 11º en 1911. Entre su palmarés también destaca la victoria en el Giro de Lombardía 1912.
Falleció de neumonía en un hospital de Caserta en 1917.

## Palmarés
1912
- Giro de Lombardía

1913
- Giro de Italia

## Resultados en Grandes Vueltas
| Carrera         | 1909 | 1910 | 1911 | 1912 | 1913 | 1914 | 1915 |
| --------------- | ---- | ---- | ---- | ---- | ---- | ---- | ---- |
| Giro de Italia  | 5º   | -    | 11º  | -    | 1º   | Ab.  | X    |
| Tour de Francia | -    | -    | -    | -    | -    | -    | X    |
| Vuelta a España | X    | X    | X    | X    | X    | X    | X    |

-: no participa 

Ab.: abandono